# FS E.320
Die Baureihe E.320 war eine Elektrolokomotiv-Baureihe der staatlichen italienischen Eisenbahn Ferrovie dello Stato. Sie war auf den Ferrovie Varesine im Stromsystem mit seitlicher Stromschiene eingesetzt. Aus ihr wurde die erfolgreichere Konstruktion FS E.321 entwickelt. Die Lokomotiven wurden nach kurzer Betriebszeit ausgemustert. Keine Lokomotive ist erhalten geblieben.

## Geschichte
Die Elektrifizierung der Eisenbahn in Italien begann um 1900. Damals gab es das oberitalienischen Drehstromnetz, einen wenig erfolgreichen Versuch mit Akkumulatortriebwagen und einen Betrieb mit Gleichspannung von 650 V und Stromschiene auf der Ferrovie Varesine von Mailand nach Varese.
Die Lokomotiven wurden ab 1912 gebaut und waren ab 1915 auf der Strecke eingesetzt. Sie waren als Kastenlokomotive mit zwei Führerständen an den Spitzen ausgebildet. Die Laufachsen waren mit der benachbarten Kuppelachse zu einem Zara-Gestell zusammengefasst. Die mittlere Treibachse hatte Seitenspiel. Das Drehmoment wurde von den beiden Motoren über Treibstangen auf zwei neben der mittleren Triebachse gelagerten Blindwellen übertragen und von dort über Kuppelstangen auf die weiteren Antriebsräder. Die Antriebsgestaltung erwies sich als nicht dauerfest und führte zu mehreren Brüchen, weshalb die Nachfolgeversion mit tiefer liegende Motoren und Dreieck wie bei den Drehstromlokomotiven ausgeführt wurde. Alle Kuppelräder hatten beidseitig eine Klotzbremse. Die Hauptluftbehälter waren auf dem Dach der Lokomotive untergebracht. Vom Kasten konnten mehrere Dachsegmente und das Mittelteil herausgenommen werden, um die Antriebsmotoren demontieren zu können.
Die beiden Fahrmotoren waren in Reihe geschaltet. Der Fahrschalter war in der Mitte des Maschinenraumes angeordnet und konnte von den Führerständen mit Hilfe einer durchgehenden Welle geschaltet werden. Der Hauptschalter und der Fahrtwendeschalter wurden pneumatisch geschaltet. Der Strom wurde mittels acht Schleifschuhen abgenommen, von denen immer vier anliegen mussten, damit bei einer Geschwindigkeit von 95 km/h noch ein Strom von 3,2 kA abgenommen werden konnte.
Die Fahrzeuge hatten eine Leistungscharakteristik, nach der Züge mit 200 t Last auf Neigungen von 12 Promille mit 80 km/h anstandslos befördert werden konnten. Das zeigte ihr Verwendungsgebiet für die Beförderung von Personenzügen auf der Ferrovie Varesine. Stationierungsdaten über die Fahrzeuge fehlen. Es wurde nur erwähnt, dass die Lokomotiven auf Grund ihrer unvorteilhaften Antriebsgestaltung bald aus dem Verkehr gezogen wurden.